# Until the End of the World
"Until the End of the World" (Hasta el fin del mundo), es la cuarta canción del álbum de U2 Achtung Baby, de 1991. 

## Letra e inspiración
La letra describe una conversación entre Jesucristo y Judas Iscariote. La primera estrofa habla sobre La Última Cena; la segunda trata sobre Judas identificando a Jesús con un beso en los labios en el Jardín de Getsemaní; y la estrofa final se refiere al suicidio de Judas tras haber sido abrumado por la culpa y la tristeza.
La canción se inspira en un libro del poeta y novelista irlandés  Brendan Kennelly. Kennelly es una figura de las letras en Irlanda, además de profesor emérito del Trinity College de Dublín. También es admirador de U2. El escritor y Bono se conocieron a principios de los años 90. Durante la grabación del disco Achtung Baby el cantante leyó una de sus obras, El libro de Judas, escrito desde el punto de vista del apóstol que traicionó a Jesús, y este libro fue el catalizador del tema.

## En directo

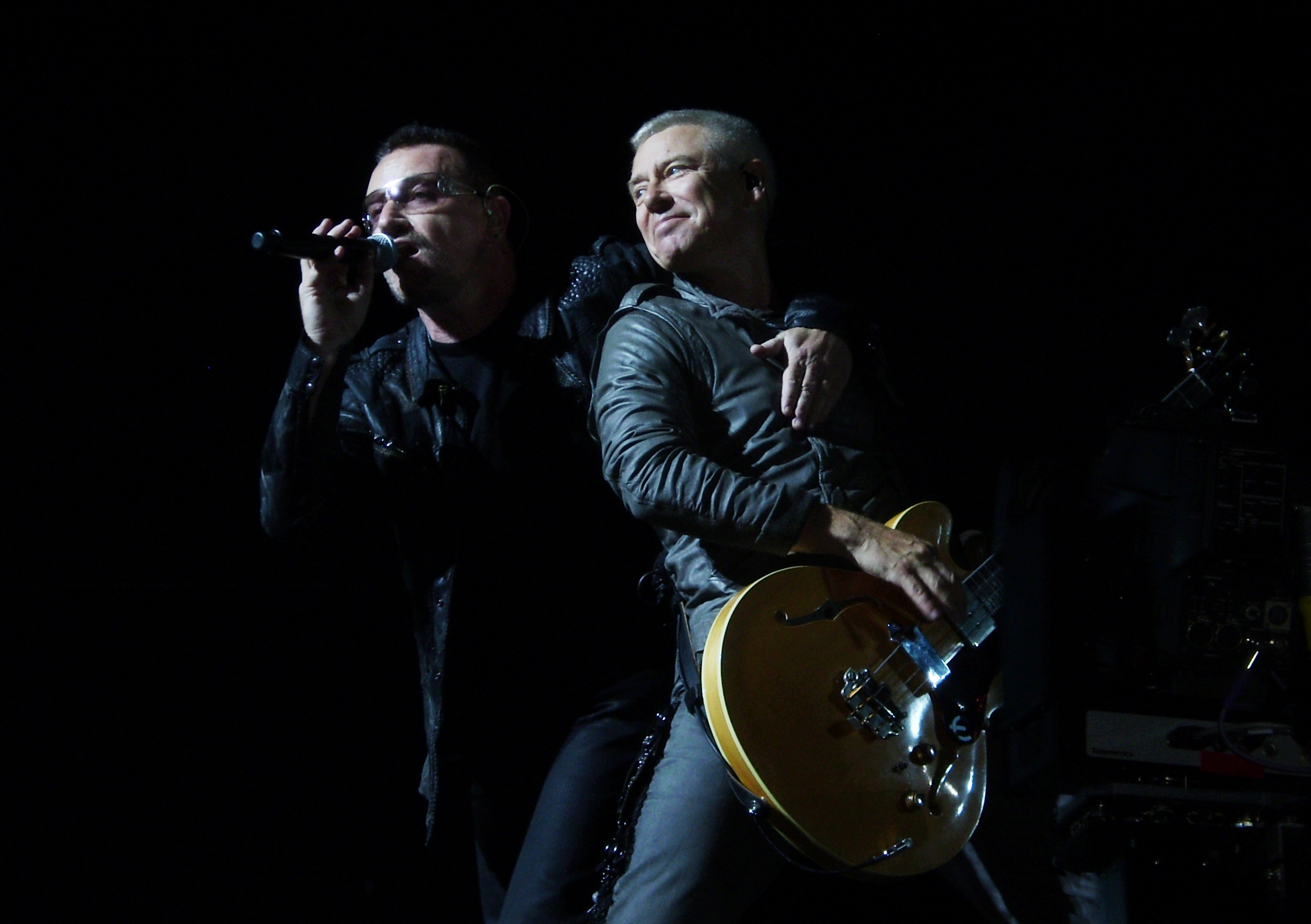
Bono, Adam Clayton y Larry Mullen Jr durante una presentación de "Until the End of the World" en el U2 360° Tour en Toronto.

La canción es una de las más tocadas en conciertos de U2 y ha sido interpretada en casi todas las giras de la banda desde que debutó en el Zoo TV Tour de 1992-93, faltando solamente en las giras de Joshua Tree Tour 2017 y 2019.
La canción frecuentemente es precedida por New Year's Day. Solo hasta la tercera manga del Vertigo Tour, la canción no tenía un lugar predeterminado en la lista de canciones, habiendo aparecido ocasionalmente como parte del bis ambientado en el Zoo TV. Para la cuarta y quinta manga regresó al lugar habitual ocupado en los tours anteriores (tras New Year's Day). Fue tocada en la ceremonia de premios donde U2 ganó el Outstanding Contribution to Music de los Brit Awards en 2001, junto con "Beautiful Day", "One", y "Mysterious Ways". También fue interpretada cuando la banda fue incluida en el Rock and Roll Hall of Fame en 2005.
Ha aparecido en los lanzamientos en vivo para DVD de Zoo TV: Live from Sydney, Popmart: Live from Mexico City, Elevation: Live from Boston y U2 Go Home: Live from Slane Castle. También apareció en las versiones en CD y DVD del álbum compilatorio The Best of 1990-2000. Fue incluida (en versiones distintas) en las bandas sonoras de películas como Until the End of the World y Entropy.
Hay un video creado para esta canción que apareció en el lanzamiento de video Achtung Baby: The Videos, The Cameos, and A Whole Lot of Interference from Zoo TV, sin embargo, este nunca fue divulagado públicamente. También existe un video compuesto por material de dos presentaciones en la manga "Outside Broadcast" del Zoo TV Tour, realizadas en el Yankee Stadium y en Houston, que aparecieron en el DVD The Best of 1990-2000.
The Edge siempre ha utilizado una Gibson Les Paul para tocar esta canción. En el Zoo TV, usó la Les Paul Custom. En las giras Popmart, Elevation y Vertigo, usó la Les Paul Standard Goldtop. En los últimos dos tours, esa guitarra fue exclusivamente utilizada en "Until The End of the World".